# Labiles Verb
Ein labiles Verb ist ein Verb mit zwei syntaktischen Verwendungsweisen: transitiv (mit Subjekt und Objekt) und intransitiv, wobei das intransitive Subjekt dem transitiven Objekt entspricht. Die intransitive Variante ist dann genauer gesagt ein unakkusativisches Verb.
Beispiele
- Das Kind zerbricht den Teller (transitiv)
- Der Teller zerbricht (intransitiv)